# Északi-szigeti takahe
Az északi-szigeteki takahe (Porphyrio mantelli) a madarak osztályának darualakúak (Gruiformes) rendjébe, a guvatfélék (Rallidae) családjába tartozó faj.

## Előfordulása
Új-Zéland északi szigetén volt honos.

## Kihalása
A vadászat és az élőhelyének fogyatkozása okozhatta a kihalását.
Legközelebbi rokona az Új-Zéland déli szigetén ma is megtalálható takahe  (Porphyrio hochstetteri) volt.